# Michael Fortier
Michael Fortier (Maine, 1968) é um ex-militar norte-americano que foi condenado a doze anos de prisão em 27 de Maio de 1998 por conspiração no ataque terrorista ao Edifício Federal Alfred P. Murrah que provocou a morte de 168 pessoas, sendo 19 delas crianças. Michael Fortier foi liberado em 26 de Janeiro de 2006 por bom comportamento e atualmente vive no abrigo do programa de proteção de testemunhas.
Michael e a sua mulher Lori Fortier eram amigos próximos de Timothy McVeigh e foram testemunhas-chave no julgamento do mesmo. De acordo com o testemunho de Michael Fortier, antes de Abril de 1995, McVeigh contou-lhe que ele e Terry Nichols planejavam explodir o edifício federal em Oklahoma City, Oklahoma.